# Vladimir Gringmut
Vladimir Andrejevitj Gringmut (ryska: Владимир Андреевич Грингмут), född 15 mars (gamla stilen: 3 mars) 1851 i Moskva, död där 11 oktober (gamla stilen: 28 september) 1907, var en rysk publicist av tysk börd.
Gringmut studerade vid Moskvauniversitetet, blev lärare i grekiska, men ägnade sig även åt litterär verksamhet under pseudonymerna Temlinskij, Rulev och Spectator. Efter Michail Katkovs död 1887 blev Gringmut medarbetare i "Moskovskija Vjedomosti" och sedermera tidningens huvudredaktör. Som politiker verkade han i strängt ortodox och nationell anda och ivrade starkt för den klassiska undervisningen i skolorna.